# Paris-Limoges
Paris-Limoges é uma antiga corrida de ciclismo francesa, organizada de 1927 a 1976.

## Palmarés
| Ano  | Ganhador            | Segundo              | Terceiro             |
| ---- | ------------------- | -------------------- | -------------------- |
| 1927 | Antonin Magne       | Marcel Colleu        | Ernest Neuhard       |
| 1928 | René Gérard         | Benoît Fauré         | Eugène Faure         |
| 1929 | Antonin Magne       | André Schaffner      | Marcel Gobillot      |
| 1930 | Julien Moineau      | Ernest Neuhard       | Émile Decroix        |
| 1931 | Émile Joly          | Pierre Brambilla     | Raymond Louviot      |
| 1932 | Julien Moineau      | Robert Brugère       | Herbert Sieronski    |
| 1933 | Julien Moineau      | Robert Brugère       | Robert Granier       |
| 1934 | Lucien Weiss        | Antoine Pellet       | Léon Level           |
| 1935 | Émile Decroix       | Lucien Weiss         | Frans Bonduel        |
| 1936 | Albert Gabard       | Pierre Houbrechts    | Jean Bidot           |
| 1937 | René Walschot       | Frans Bonduel        | Louis Hardiquest     |
| 1938 | André Dumont        | Jean Goujon          | Louis Thiétard       |
| 1939 | Adolf Braeckeveldt  | Léon Level           | Theo van Oppen       |
| 1945 | Éloi Tassin         | Pierre Cogan         | Fermo Camellini      |
| 1946 | Jacques Geus        | Pierre Brambilla     | Raymond Louviot      |
| 1947 | Roger Chupin        | Ange Le Strat        | René Barret          |
| 1948 | Louis Caput         | Jean de Gribaldy     | César Marcelak       |
| 1949 | Roger Pontet        | Jean-Marie Goasmat   | Lucien Lauk          |
| 1950 | Serge Blusson       | Lucien Lauk          | Attilio Redolfi      |
| 1951 | Georges Meunier     | Louis Forlini        | Galliano Pividori    |
| 1952 | Nello Lauredi       | Georges Decaux       | Roger Creton         |
| 1953 | Charles Coste       | Attilio Redolfi      | Jan De Valck         |
| 1954 | Valentin Huot       | Martin Van Geneugden | Tino Sabbadini       |
| 1955 | Louis Caput         | Briek Schotte        | Maurice Quentin      |
| 1956 | Claude Le Ber       | André Darrigade      | Maurice Quentin      |
| 1957 | René Privat         | Robert Varnajo       | Martin Van Geneugden |
| 1976 | Maurice Le Guilloux | Robert Bouloux       | Joël Hauvieux        |